# Нельсон, Лианн
Лианн Маклеллан Нельсон-Беннион (англ. Lianne McLellan Nelson-Bennion; род. 15 июня 1972, Хьюстон, Техас) — американская гребчиха, выступавшая за сборную США по академической гребле в период 1990—2004 годов. Серебряная призёрка летних Олимпийских игр в Афинах, чемпионка мира, победительница многих регат национального и международного значения.

## Биография
Лианн Нельсон родилась 15 июня 1972 года в Хьюстоне, штат Техас.
Заниматься академической греблей начала в 1988 году, состояла в гребных клубах во время учёбы в школе и колледже. Позже проходила подготовку в Гребном тренировочном центре Соединённых Штатов в Принстоне.
Дебютировала в гребле на международной арене в 1990 году, когда в распашных рулевых восьмёрках заняла пятое место на юниорском мировом первенстве во Франции.
В 1994 году достаточно успешно выступала на молодёжном Кубке наций, выиграв две золотые медали в программе безрульных четвёрок. Попав в основной состав американской национальной сборной, отметилась выступлением на домашнем чемпионате мира в Индианаполисе, где в зачёте безрульных двоек пришла к финишу шестой.
На мировом первенстве 1995 года в Тампере одержала победу в безрульных четвёрках.
В 1998 году выиграла серебряные медали на этапах Кубка мира в Мюнхене и Люцерне, а также получила серебряную награду в восьмёрках на чемпионате мира в Кёльне, уступив на финише только экипажу из Румынии.
На мировом первенстве в Сент-Катаринсе в безрульных двойках сумела квалифицироваться лишь в утешительный финал B.
Находясь в числе лидеров гребной команды США, благополучно прошла отбор на летние Олимпийские игры 2000 года в Сиднее, однако попасть здесь в число призёров не смогла — в главном финале восьмёрок пришла к финишу шестой.
После сиднейской Олимпиады Нельсон осталась в составе гребной команды США на ещё один олимпийский цикл и продолжила принимать участие в крупнейших международных регатах. Так, в 2003 году в безрульных двойках она заняла пятое место на этапе Кубка мира в Мюнхене и шестое место на чемпионате мира в Милане.
В 2004 году в восьмёрках отметилась победами на этапах Кубка мира в Мюнхене и Люцерне. Благодаря череде удачных выступлений удостоилась права защищать честь страны на Олимпийских играх в Афинах — в составе восьмёрки, где присутствовали гребчихи Кейт Джонсон, Анна Микельсон, Меган Диркмат, Элисон Кокс, Лорел Корхольц, Кэрин Дэвис, Саманта Мэги и рулевая Мэри Уиппл, показала в финале второй результат, отстав почти на две секунды от победившей команды Румынии, и таким образом стала серебряной олимпийской призёркой. Вскоре по окончании этой Олимпиады приняла решение завершить спортивную карьеру.